# Willie Nelson
Pour les articles homonymes, voir William Nelson et Nelson.
Willie Nelson, né le 29 avril 1933 à Abbott, au Texas, est un acteur, producteur, chanteur et guitariste de musique country américain. Son nom est plus spécialement attaché au style « outlaw country ».
Avec Waylon Jennings, Willie Nelson connaît le succès au début des années 1970 grâce à un genre country nouveau ne répondant plus aux critères du « Nashville sound ». Willie Nelson affirme son choix en sortant en 1976 un album nommé Wanted! The Outlaws (avec Jessi Colter et Tompall Glaser), premier album de country music à obtenir un disque de platine.

## Biographie

### Jeunesse
Willie Hugh Nelson  est le fils d'Ira D. Nelson, propriétaire d'une salle de billard, et de Myrtle Nelson. Il apprend la musique durant son enfance grâce à son grand-père, qui lui offre une guitare, et commence à jouer dans des orchestres de polka. Il intègre l'US Air Force en 1950. Nelson entre à l'université Baylor de Waco, mais abandonne rapidement les études. Il devient musicien et disc jockey,.

### Carrière musicale
Willie Nelson s'établit à Nashville en 1960. Il signe un contrat d'édition et compose pour de nombreux artistes, dont Patsy Cline, Faron Young et Roy Orbison, mais a moins de succès en tant qu'interprète. Il retourne au Texas en 1970 et continue à enregistrer. Nelson s'investit dans le mouvement outlaw country et connaît le succès grand public avec l'album Red Headed Stranger, sorti en 1975. Il atteint la 28e place du Billboard 200 (alors appelé Top LPs & Tape) et devient numéro 1 du classement country. Le disque est certifié disque d'or. L'année suivante, plusieurs titres du chanteur figurent sur la compilation Wanted! The Outlaws, le premier disque country à être certifié disque de platine. L'album Stardust, produit par Booker T. Jones et sorti en 1979, est vendu à quatre millions d'exemplaires,.

#### Années 2000-2010
Nelson a été invité sur l'album True Love de Toots and the Maytals, qui remporte le Grammy du meilleur album reggae en 2004. En 2005, Nelson sort à son tour un album de reggae, intitulé Countryman, auquel Toots Hibbert participe sur la chanson I’m a Worried Man. Toots Hibbert est également présent dans le clip officiel de la chanson, filmé en Jamaïque, et en 2007, lors de la sortie officielle de la vidéo du concert de Willie Nelson and Friends – Outlaws & Angels,. Nelson apparaît dans le documentaire Reggae Got Soul: The Story of Toots and the Maytals (Le reggae a de l’âme : l’histoire de Toots and the Maytals),, produit par la BBC en 2011.

### Autres activités
Nelson apparaît pour la première fois au cinéma en 1979 dans le film Le Cavalier électrique (The Electric Horseman) de Sydney Pollack. L'année suivante, il est à l'affiche de Show Bus (Honeysuckle Rose) de Jerry Schatzberg,. Il joue son propre rôle dans l'épisode 12 de la saison 1 de la série Monk en 2002. Il incarne également Uncle Jesse dans le film Shérif, fais-moi peur en 2005.
Il est 5e dan en Gong Kwon Yu Sul, art martial coréen (grade remis à titre honorifique).

### Enfants
Willie Nelson est le père des guitaristes Lukas Nelson jouant avec Promise of the Real et Micah Nelson (d)  jouant avec Crazy Horse et de Paula Nelson (en), actrice.

### Style et influences
- Willie Nelson apparaît souvent avec le même style vestimentaire : bandana rouge, raie au milieu et nattes tressées à la manière des Sioux.
- Il a fréquemment rendu hommage à Sinatra, qui l'a « bercé »[12].

## Hommages et récompenses
Willie Nelson est introduit au Country Music Hall of Fame en 1993,.
Une statue lui rend hommage dans la ville d'Austin, Texas.

## Discographie

### Albums
- ...And Then I Wrote (1962) chez Liberty
- Here's Willie Nelson (1963)
- Country Willie - His Own Songs (1965) chez RCA
- The Party's Over (1967)
- Make Way for Willie Nelson (1967)
- Texas In My Soul (1968)
- Good Times (1968)
- My Own Peculiar Way (1969)
- Both Sides Now (1970)
- Laying My Burdens Down (1970)
- Columbus Stockade (1970)
- Yesterday's Wine (1971)
- Willie Nelson And Family (1971)
- The Willie Way (1972)
- The Words Don't Fit The Picture (1972)
- Shotgun Willie (en) (1973) chez Atlantic
- Phases And Stages (1974)
- Red Headed Stranger (1975) chez Columbia
- The Sound In Your Mind (1976)
- The Troublemaker (1976)
- To Lefty From Willie (1977)
- Before His Time (1977)
- Stardust (1978)
- Sings Kris Kristofferson (1979)
- San Antonio Rose (1980)
- One For The Road (1980)
- Somewhere Over The Rainbow (1981)
- Always On My Mind (1982)
- Poncho & Lefty (1982)
- Tougher Than Leather (1983)
- Without A Song (1983)
- Take It To The Limit (1983)
- Angel Eyes (1984)
- City Of New Orleans (1984)
- Music From Songwriter (1984)
- Me & Paul (en) (1985)
- Half Nelson (1985)
- Highwayman (1985)
- Partners (1986)
- Island In The Sea (1987)
- What A Wonderful (1988)
- A Horse Called Music (1989)
- Born For Trouble (1990)
- Who'll Buy My Memories/The IRS Tapes (1992)
- Across the Borderline (en) (1993)
- Spirit (1996) chez Island
- Teatro (1998) - Produit par Daniel Lanois.
- Milk Cow Blues (2000)
- Rainbow Connection (2001)

Chez Lost Highway
- The Great Divide (2002)
- Stars And Guitars (2002)
- Alive and Kickin' (2003)
- Outlaws and Angels (2004)
- It Always Will Be (2004)
- Countryman (2005)
- You Don't Know Me: The Songs of Cindy Walker (2006)
- Songbird (avec les Cardinals) (2006)
- Moment Of Forever (2008)

Divers labels
- American Classic (2009) (Blue Note Records)
- Country Music (2010) (Rounder Records)
- Remember Me (2011) (R&J Records)

Chez Legacy Recordings
- Heroes (2012)
- To all the girls (2013)
- Band of Brothers (2014)
- December Day (2014)
- Django et Jimmie (2015)
- Summertime - W.N. Sings Gershwin (2016)
- God's Problem Child (2017)
- Last Man Standing (2018)
- My Way (2018) (Reprises de Frank Sinatra)
- Ride Me Back Home (2019)
- First Rose of Spring (2020)
- That's Life (2021) (Reprises de Frank Sinatra)
- A Beautiful Time (2022)
- The Border (2024)
- Last Leaf on the Tree (2024)

### Participations
- 1985 :
  - Invité sur Old Ways de Neil Young
  - Chanson caritative We Are the World.
- 2004 : Invité sur l'album True Love de Toots and the Maytals[6].
- 2005 : Figurant dans le vidéoclip These Boots Are Made for Walkin' de Jessica Simpson, extrait de la bande originale du film Shérif, fais-moi peur, dans lequel ils ont tous les deux un rôle.
- 2007 : Mariah Carey l'invite à chanter Right To Dreams, extrait de la bande originale du film Tennessee, dont elle a le rôle principal.
- 2009 : Rose in Paradise en duo avec Chris Young sur son album The Man I Want To Be.
- 2010 :
  - Baby, It's Cold Outside en duo avec Norah Jones sur l'album ...Featuring.
  - Merry Christmas Baby sur le second album de Noël de Jessica Simpson : Happy Christmas.
- 2011 :
  - Superman avec Snoop Dogg.
  - On The Sunny Side Of The Street en duo avec Tony Bennett sur son album Duets II.
- 2014 : The Breeze : An Appreciation of JJ Cale, album d'Eric Clapton & Friends en hommage à J.J. Cale, . Willie chante sur Songbird et Starbound avec d'autres grands de la musique comme Mark Knopfler, Tom Petty, Albert Lee, John Mayer, Don Preston, etc.

- 2004 : Il participe au jeu GTA San Andreas sur la radio K-Rose avec la chanson Crazy.
- 2008 : La chanson On the Road Again est présente dans la playlist de Guitar Hero: World Tour
- 2018 : La chanson Cruel world est présente dans le jeu vidéo Red Dead Redemption II
- 2024 : 
  - La chanson Heaven's bad day sur l'album de Manu chao Viva Tu
  - participe au titre California Sober sur lequel il chante en duo avec le guitariste bluegrass Billy Strings.
  - participe à l'album Cowboy Carter de Beyoncé dans les titres Smoke Hour ★ Willie Nelson, Smoke Hour II et Just for fun

## Vidéographie
- 2007 : Willie Nelson and Friends - Outlaws & Angels avec Bob Dylan, Keith Richards, Toots Hibbert, Toby Keith, Ben Harper, Al Green, Merle Haggard, Kid Rock, The Holmes Brothers, Joe Walsh, Carole King, Jerry Lee Lewis, et plus[13],[14].
- 2008 : Live From New York City (avec Wynton Marsalis)
- 2011 : Reggae Got Soul: The Story of Toots and the Maytals / Le reggae a de l’âme : l’histoire de Toots and the Maytals (BBC)[10],[11]

## Filmographie

### Acteur

#### Cinéma
- 1979 : Le Cavalier électrique (The Electric Horseman) de Sydney Pollack : Wendell Hickson
- 1980 : Show Bus (Honeysuckle Rose) : Buck Bonham
- 1981 : Le Solitaire (Thief) de Michael Mann : Okla
- 1982 : La Vengeance mexicaine (Barbarosa) de Fred Schepisi : Barbarosa
- 1984 : Songwriter, d'Alan Rudolph : Doc Jenkins
- 1986 : Red Headed Stranger : Reverend Julian Shay
- 1994 : Dust to Dust : Lawyer Neil Morris
- 1996 : Starlight : Grampa Lium
- 1997 : Pêche Party (Gone Fishin') : Billy 'Catch' Pooler
- 1997 : Des hommes d'influence (Wag the Dog) de Barry Levinson : Johnny Dean
- 1998 : Les Fumistes (Half Baked) : Historian Smoker
- 1999 : Austin Powers 2 : L'Espion qui m'a tirée : Lui même
- 2000 : Stardust : Doc
- 2001 : The Journeyman : Samuel Hancock
- 2002 : Les Country Bears : lui-même
- 2004 : La Grande Arnaque (The Big Bounce) : Joe Lurie
- 2005 : Shérif, fais-moi peur (The Dukes of Hazzard) : Oncle Jesse
- 2007 : Blonde Ambition : Papy
- 2008 : Surfer, Dude : Oncle Sam
- 2008 : Swing Vote : La Voix du cœur (Swing Vote) de Joshua Michael Stern : lui-même
- 2013 : Angels sing : Nick
- 2016 : Zoolander 2 : lui-même
- 2017 : Pure Country, Pure Heart : lui-même
- 2017 : Waiting for the miracle to come de Lian Lunson

#### Télévision
- 1982 : Coming Out of the Ice : Red Loon
- 1986 : Miami Vice (El viejo) : Texas Ranger à la retraite
- 1986 : The Last Days of Frank and Jesse James : Gen. Jo Shelby
- 1986 : Stagecoach : Doc Holliday
- 1988 : Le Dernier Western (Once Upon a Texas Train) : John Henry Lee
- 1988 : Where the Hell's That Gold?!!? : Cross
- 1988 : Viva Oklahoma (en) (Baja Oklahoma) : lui-même
- 1990 : Pair of Aces : Billy Roy Barker
- 1991 : Another Pair of Aces: Three of a Kind : Billy Roy Rodriguez
- 1996 : Docteur Quinn, femme médecin (série télévisée) : Marshall Elias Burch
- 1999 : La Chevauchée des héros (Outlaw Justice) : Lee
- 2000 : Les Simpson, saison 11, épisode 22, Derrière les rires
- 2002 : Monk (série télévisée), saison 1, épisode 12 : Monk est dans l'impasse (Mr. Monk and the Red-Headed Stranger) et dans la saison 3,  épisode 3 : Monk dans le noir (Mr Monk and the blackout).
- 2007 : Shérif, fais-moi peur : Naissance d'une légende (The Dukes of Hazzard: The Beginning) : Oncle Jesse

### Compositeur
- 1994 : Big Country
- 1980 : Show Bus (Honeysuckle Rose)
- 1986 : Stagecoach (TV)
- 1986 : Red Headed Stranger
- 2004 : Be Here to Love Me: A Film About Townes Van Zandt

### Producteur
- 1984 : Streetwise
- 1986 : Stagecoach (TV)
- 1986 : Red Headed Stranger